# 血芙蓉
《血芙蓉》是1978年邵氏電影公司出品，何夢華所執導的電影。此片雖為1975年電影《血滴子》延續篇，但兵器「血滴子」出場次數非常少，只有一場。

## 電影內容
清雍正年間，雍正帝（韋弘飾）偽行德政，廣收民心，實則對漢人殘酷統治，組織暗殺集團血滴子，誅殺異己。 
 時有一清廷侍衛統領韓天德（李松齡飾）奉命調查此案，卻意外中發現雍正即乃血滴子之幕後操縱者，因而慘遭滅門之禍，其妻容秋燕（陳萍飾）因外出而幸免於難，但仍遭血滴子統領金罡風（羅烈飾）追殺，幸得前血滴子成員馬騰（徐少強飾）相助，終於排除萬難，替夫報仇。

## 人物角色
| 角色名稱 | 演員   | 備註         |
| -------- | ------ | ------------ |
| 容秋燕   | 陳萍   |              |
| 馬森     | 徐少強 | 前血滴子成員 |
| 王俊     | 岳華   | 容秋燕師弟   |
| 金罡風   | 羅烈   | 血滴子統領   |
| 雍正     | 韋弘   |              |
|          | 林輝煌 | 金罡風子     |
|          | 王龍威 | 金罡風子     |
|          | 邵音音 | 金罡風女     |
| 韓天德   | 李松齡 | 容秋燕夫     |
|          | 呂紅   | 韓天德母     |
|          | 洪玲玲 | 韓家女僕     |
| 佟北海   | 王清河 | 韓天德伯父   |
|          | 王憾塵 | 欽犯         |
|          | 李壽祺 | 大臣         |
|          | 姜南   | 大臣         |
|          | 李廣   | 清兵         |
|          | 張作舟 |              |
|          | 強漢   | 金罡風手下   |
|          | 黃公武 | 佟家家僕     |
|          | 徐發   |              |
|          | 袁祥仁 |              |
|          | 黃培基 |              |
|          | 劉俊輝 |              |
|          | 江全   |              |
|          | 戚毅雄 |              |
|          | 班潤生 |              |
|          | 袁振洋 |              |
|          | 元彬   |              |
|          | 元彪   |              |
|          | 鄧德祥 |              |
|          | 伍元勳 |              |

## 備註
1. ↑  香港電影票房 1978 〔華語電影〕，〈香港電影票房全紀錄〉

## 外部連結
- 香港影庫上《血芙蓉》的資料（繁體中文）
- 时光网上《血芙蓉》的資料（简体中文）
- 豆瓣电影上《血芙蓉》的資料 （简体中文）
- 爛番茄上《血芙蓉》的資料（英文）
- AllMovie上《血芙蓉》的资料（英文）
- 互联网电影数据库（IMDb）上《血芙蓉》的资料（英文）